# Oxilofrin
Oxilofrin (Handelsname: Carnigen) ist ein Arzneistoff aus der Gruppe der Sympathomimetika, der zur Behandlung des erniedrigten Blutdrucks (orthostatische Hypotonie) angewandt wird.

## Chemische Struktur und Stereoisomerie
Oxilofrin unterscheidet sich vom Ephedrin nur durch eine zusätzliche Hydroxygruppe am Benzolring, daher auch der Name Hydroxyephedrin oder genauer 4-Hydroxyephedrin.
Oxilofrin ist ein 1:1-Gemisch (Racemat) der folgenden zwei Stereoisomere:
- (1S,2R)-4-[1-Hydroxy-2-(methylamino)propyl]phenol und
- (1R,2S)-4-[1-Hydroxy-2-(methylamino)propyl]phenol

Da 4-[1-Hydroxy-2-(methylamino)propyl]phenol zwei Stereozentren enthält, gibt es davon vier Stereoisomere, von denen
- (1S,2S)-4-[1-Hydroxy-2-(methylamino)propyl]phenol und
- (1R,2R)-4-[1-Hydroxy-2-(methylamino)propyl]phenol

nicht im Oxilofrin enthalten sind.

## Wirkmechanismus
Über die agonistischen Wirkungen des Sympathomimetikums Oxilofrin an Adrenozeptoren finden sich in der Literatur verschiedene Angaben:
- α-agonistisch[4]
- α- und β-agonistisch[5]
- β1- und β2-agonistisch[6]

## Doping
Oxilofrin ist in der Liste der World Anti-Doping Agency (WADA) als Stimulans aufgeführt, das während sportlicher Wettkämpfe verboten ist.